# Julio Jiménez
Julio Jiménez Muñoz (Ávila, 28 de outubro de 1934 – Ávila, 8 de junho de 2022) apelidado O Relojoeiro de Ávila, foi um ciclista espanhol profissional entre 1959 e 1969, durante os quais conseguiu 29 vitórias, e destacam 5 vitórias de etapa no Tour de France, 4 vitórias de etapa no Giro d'Italia e 3 vitórias de etapa na Volta a Espanha. Sendo um grande escalador, conquistou em 3 ocasiões o Grande Prêmio de Montanha na Volta e no Tour.

## Começos
Nascido em Ávila, começou a participar desde muito jovem em competições ciclistas, sempre destacando na montanha, e competindo em seu tempo livre enquanto trabalhava como aprendiz de relojoeiro, o qual lhe valeu a sua alcunha. No entanto, não passou a profissionais até aos 25 anos, e não começou a destacar até 1960, ano no que terminou 3.º na Subida a Arrate e conseguiu uma vitória de etapa na Volta à Catalunha.

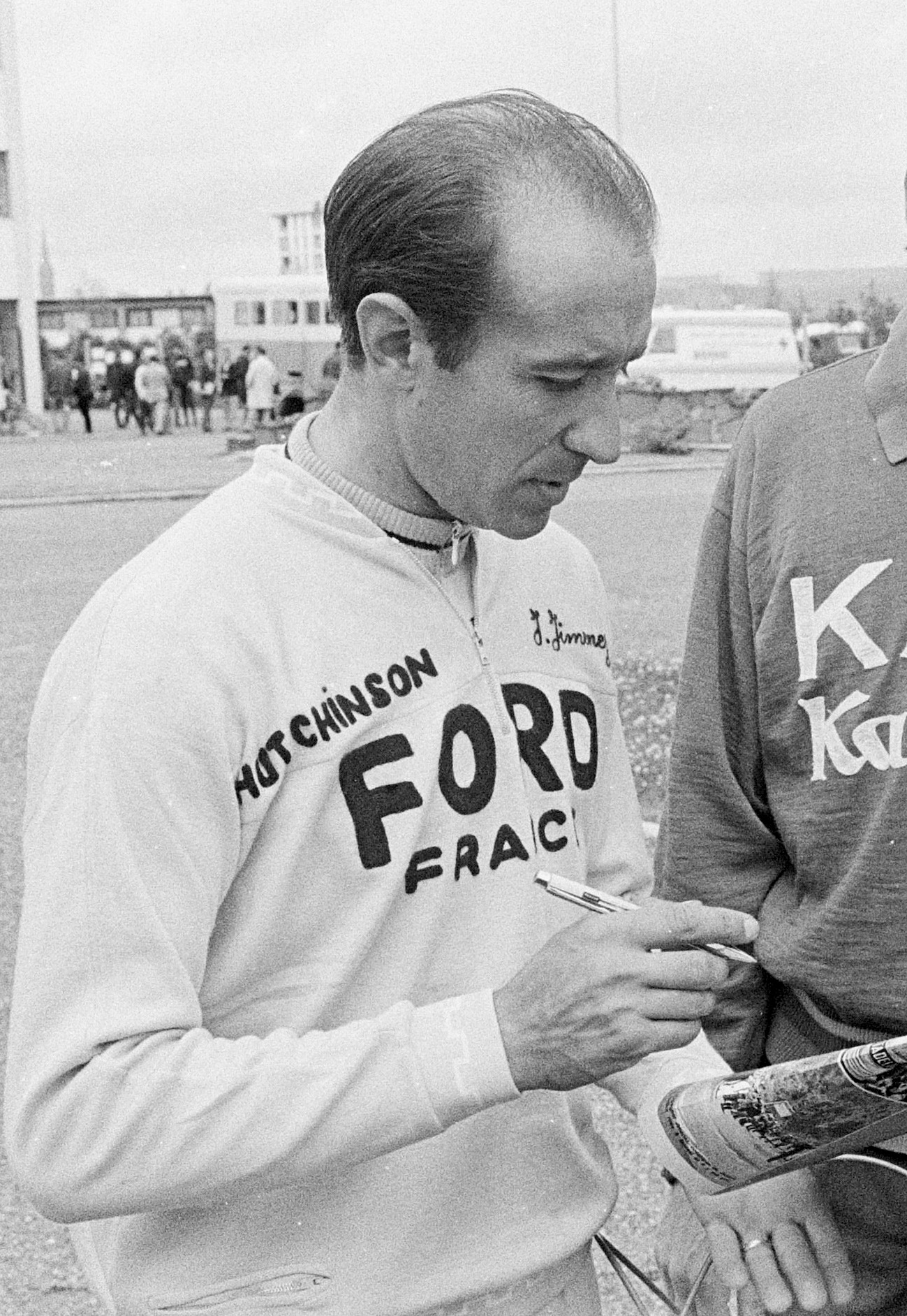
Julio Jiménez, 1966

## Trajetória
Em 1962 alinhou pela equipa belga Faema, onde tinha corrido anteriormente Bahamontes, e começou a abrir no panorama internacional. Nesse mesmo ano proclama-se campeão da Espanha de montanha, depois de enfrentar-se em solitário a toda a equipa Kas. A falta de liderança no conjunto belga levou-lhe a alinhar na equipa Kas em 1964. Baixo as ordens de Langarica, Jiménez esteve a ponto de ganhar a Volta a Espanha, mas o seu mau rendimento contrarrelógio impediu-lho e só pôde ser segundo, por trás de Raymond Poulidor. Estreiou no Tour com 30 anos e conseguiu duas etapas, um segundo posto na classificação de montanha, por trás de Bahamontes e a sétima praça na classificação geral.
Em 1965 conseguiu a vitória na classificação da montanha tanto da Volta a Espanha como do Tour de France. Ao terminar a temporada, foi recrutado pela equipa de Jacques Anquetil, com o qual forjou uma grande amizade.

## No cume
1966 foi provavelmente o seu melhor ano como ciclista. Foi ao Giro d'Italia nas fileiras da equipa Ford, e fez-se com a maglia rosa na 2.ª etapa. Foi líder da carreira durante onze dias, mas ao final só pôde terminar 4.º na geral e 2.º na classificação de montanha. Segundo conta o próprio Julio, "No Giro, no ano que fui de líder durante 11 dias, Anquetil me disse que deixasse a maglia rosa para que controlassem outras equipas e depois a recuperar. Não lhe fiz caso e me arrependi porque por isso perdi a carreira". Ao Tour foi como gregário de luxo de Anquetil, no entanto, uma vez que o normando tinha abandonado a carreira por doença, se viu às ordens do seu colega de equipa Lucien Aimar, muito melhor situado na geral, e à posterior vencedor da ronda gala.

## Tour de France
Em 1967 Jiménez fixou-se como objectivo o Tour de France, mas a mudança de regulamento, que voltava a instaurar a participação por selecções nacionais em lugar de por equipas, não lhe permitiu mais que terminar em 2.ª posição, por trás do francês Roger Pingeon.
A partir de 1968 passou a ser um importante gregário da selecção espanhola e em 1969 retirou-se do mundo profissional.

## Biografia
Em setembro de 2004 foi publicada a sua biografia em Ávila aproveitando a chegada da Volta a Espanha.

### Conquistas
| - 1960 - 1 etapa na Volta à Catalunha - G.P. Llodio - 1961 - 4 etapas da Volta à Colômbia - 1962 - Campeonato da Espanha de Montanha - Subida a Urkiola - 1 etapa da Volta à Catalunha - 1 etapa da Dauphiné Libéré - 1963 - 2.º no Campeonato da Espanha de Montanha - 1 etapa da Volta à La Rioja - Classificação da montanha da Volta a Espanha - 1964 - Campeonato da Espanha em Estrada - Subida a Urkiola - 2 etapas da Volta a Espanha, mais classificação da montanha - 2 etapas do Tour de France | - 1965 - Campeonato da Espanha de Montanha - Subida a Urkiola - Subida a Arrate - 2 etapas do Tour de France, mais classificação da montanha - 1 etapa da Volta a Espanha, mais classificação da montanha - 1966 - 2 etapas do Giro d'Italia - 1 etapa do Tour de France, mais classificação da montanha - 1967 - Classificação da montanha do Tour de France - Polymultipliée - 1968 - 2 etapas do Giro d'Italia |

## Resultados em Grandes Voltas e Campeonato do Mundo
| Carreira           | 1961 | 1962 | 1963 | 1964 | 1965 | 1966 | 1967 | 1968 | 1969 |
| ------------------ | ---- | ---- | ---- | ---- | ---- | ---- | ---- | ---- | ---- |
| Giro d'Italia      | -    | -    | -    | -    | -    | 4.º  | -    | 11.º | 36.º |
| Tour de France     | -    | -    | -    | 7.º  | 23.º | 13.º | 2.º  | 30.º | -    |
| Volta a Espanha    | 36.º | 46.º | 23.º | 5.º  | 34.º | -    | 20.º | -    | -    |
| Mundial em Estrada | -    | -    | -    | -    | -    | -    | -    | -    | -    |